# 早出明弘
早出 明弘（そうで あきひろ、1977年4月13日 - ）は、プロダクション人力舎に所属する日本のお笑い芸人、俳優。

## 略歴
2003年、高校の同級生であった渡辺照幸と共にプロダクション人力舎が運営する養成所スクールJCAに12期生として入学。
卒業後は2004年に渡辺とコンビ「ニッケルバック」を結成し、JCAプロモーション（当時存在していた下部組織）を経てプロダクション人力舎に所属。
2009年、NHK新人演芸大賞の演芸部門にて本戦へと進出。
2012年2月19日、渡辺の引退に伴いニッケルバックを解散。以降はピン芸人・俳優として活動している。

## 人物
- 神奈川県横浜市の中華街出身・在住。
- 血液型O型。身長180cm、W83・B95・W86・H95、頭59cm、足28cm。
- 趣味は、横浜高校ファンで練習試合なども観戦すること。
- 特技は、地元民だからこそ知っている中華街情報を、独自の視点でお届けすること。
- 学生時代はバスケットボール部に所属していた。
- 芸人になる前は、港近くのある会社で貿易関係の書類を作る仕事に就いていた。
- 会社を退職後、同じ横浜出身のゆずを目指してミュージシャンになろうと渡辺を誘うも「楽器が演奏できなかった」という理由で断念したことがある。
- 2009年1月1日から2011年7月11日まで、「理解 構造」（りかい こうぞう）という芸名で活動していた。名付け親は矢作兼（おぎやはぎ）。

## 出演

### テレビ
- ぶらたま（多摩テレビ）- マグ万平と共にMCを担当

#### バラエティ番組
- 本能Z（CBCテレビ、2018年5月16日）
- のぎ天（楽天SHOW TIME） - MC、天の声
- 野球大好き!集まれ侍ジャパン（BS朝日） - ナレーション
- 小峠英二のなんて美だ!（TOKYO MX） - キュレーター（進行）

#### テレビドラマ
- アラサーちゃん 無修正 第9話（テレビ東京系、2014年9月20日）- 水泳教師役
- せいせいするほど、愛してる（TBS系、2016年7月12日 - 9月20日）- 水道工事作業員役
- Chef〜三ツ星の給食〜（フジテレビ系、2016年10月13日 - 12月15日）- 酔っ払いサラリーマン役
- 石つぶて 〜外務省機密費を暴いた捜査二課の男たち〜（WOWOWプライム、2017年11月5日 - 12月24日） - 刑事役
- ハケンの品格第2シリーズ（日本テレビ系、2020年6月17日-8月5日）[2]
- 小河ドラマ 徳川☆家康（関西テレビ・時代劇専門チャンネル、2021年）

### 映画
- ポエトリーエンジェル（2017年）
- ラブ×ドック（2018年5月11日、アスミック・エース）
- ヒキタさん! ご懐妊ですよ（2019年10月4日）

### 舞台
- 大人計画「あぶない刑事にヨロシク」（本多劇場、2016年4月）
- 3年B組皆川先生～2.5時幻目～（本多劇場、2021年6月17日 - 7月4日）[3]
- 松平健芸能生活50周年記念公演（2024年7月6日 - 31日、明治座）[4]